# Misión de Chichimecas
Misión de Chichimecas es una localidad del estado mexicano de Guanajuato. Es parte del municipio de San Luis de la Paz.

## Demografía
| Gráfica de evolución demográfica |
|                                  |

| Censo | Población |
| ----- | --------- |
| 1921  | 408       |
| 1930  | 475       |
| 1940  | 535       |
| 1950  | 585       |
| 1960  | 750       |
| 1970  | 918       |
| 1980  | 1 476     |
| 1990  | 2 400     |
| 2000  | 3 738     |
| 2010  | 6 716     |
| 2020  | 9 609     |